# Agnes Bernauer
Agnes Bernauer (1410 – 12 de outubro de 1435) era filha de um cirurgião pobre de Augsburgo, que manteve um relacionamento amoroso com Alberto III da Baviera, filho de Ernesto, Duque da Baviera. Ela casou-se com Alberto de Baviera secretamente, e ele negou-se a abandoná-la para casar-se com a princesa Ana de Brunsvique-Grubenhagen. Alberto sofreu todas as ameaças de seu pai, mas reconheceu publicamente Agnes Bernauer como sua esposa. Em 1435, aproveitando-se da ausência de seu filho, o rei Ernesto mandou prendê-la acusando-a de bruxaria e feitiçaria. Ela foi jogada no Rio Danúbio e morreu afogada.
Com a morte de Agnes, Alberto casou-se com a princesa Ana de Brunsvique-Grubenhagen. O rei Ernesto de Baviera, arrependido de seu crime, levantou um monumento em memória da vítima.